# خوان کاریلو
خوان کاریلو (انگلیسی: Joan Carrillo؛ زادهٔ ۸ سپتامبر ۱۹۶۸) بازیکن فوتبال اهل اسپانیا است.
از باشگاه‌هایی که در آن بازی کرده‌است می‌توان به باشگاه فوتبال ژیرونا اشاره کرد.